# Hesperumia
Hesperumia là một chi bướm đêm thuộc họ Geometridae.